# Teorema Beez
In matematica, il teorema Beez, scoperto da Richard Beez nel 1875 nell'ambito della geometria differenziale, afferma che se n > 3 allora in generale non è possibile deformare una ipersuperficie di dimensione {\displaystyle n-1} immersa in {\displaystyle \mathbb {R} ^{n}}.